# Stjepan Radić
Stjepan Radić (ur. 11 czerwca 1871 w Desnym Trebarjevie, zm. 8 sierpnia 1928 w Zagrzebiu) – chorwacki polityk, założyciel i przywódca Chorwackiej Partii Chłopskiej, czołowy przedstawiciel opozycji domagającej się federalizacji Królestwa Serbów, Chorwatów i Słoweńców. Jego śmierć wskutek zamachu przeprowadzonego podczas obrad sejmowych stanowiła kolejny istotny element dzielący Serbów i Chorwatów.

## Życiorys
Urodzony w niewielkiej wsi na chorwackiej prowincji, uczył się w gimnazjach w Zagrzebiu i Karlovacu. Już wtedy zaangażowany był politycznie w chorwackim ruchu narodowym, co utrudniało mu naukę. W 1891 r. rozpoczął studia prawnicze – początkowo w Zagrzebiu, następnie w Pradze i Budapeszcie i ponownie w Zagrzebiu. Kilkakrotnie był jednak usuwany z uczelni wskutek konfliktów z policją. W 1895 r. uczestniczył w spaleniu węgierskiej flagi w Zagrzebiu, czego efektem było 6-miesięczne więzienie i wydalenie z uczelni zagrzebskiej. W latach 1897–1899 ukończył studia na École Libre des Sciences Politiques w Paryżu.  
W ostatnich latach XIX w. trafił do Zemunia, gdzie z bratem Antunem założył czasopismo Dom, a w 1902 r. osiadł Zagrzebiu. Zaczął głosić potrzebę organizacji politycznej chłopów chorwackich. Założone przezeń czasopismo Hrvatske misli głosiło idee panslawistyczne i demokratyczne. Przyłączył się do chorwackiego ruchu narodowego, jednak wskutek konfliktu na tle kwestii szerszego zaangażowania w ten ruch chłopstwa, kontynuował współpracę jedynie z politykami o podobnych zapatrywaniach.
W 1904 r. wraz z bratem założył Chorwacką Partię Chłopską (Hrvatska pučka seljačka stranka, HPSS) – program partii łączył chorwackie postulaty narodowe z kwestiami agrarnymi, postulatami socjalnymi i żądaniem równych praw wyborczych. W 1908 r. został po raz pierwszy wybrany do chorwackiego sejmu (saboru). W 1914 r., po sukcesie HRSS w wyborach, opowiadał się za utworzeniem w ramach monarchii austro-węgierskiej oddzielnej jednostki politycznej obejmującej Chorwację i inne regiony południowosłowiańskie.
W 1918 r. uczestniczył w utworzeniu Rady Narodowej w Zagrzebiu, domagał się jednak uzgodnienia warunków połączenia Chorwacji z Królestwem Serbii przed zgodą na przyłączenie południowo-słowiańskich ziem Austro-Węgier do tego państwa. Z tego powodu odmówił udziału w delegacji, która w 1918 r. w Belgradzie podpisała akt połączenia tych ziem. Przeciwstawiał się zarówno centralistycznym zamysłom Belgradu, domagając się prawa Chorwatów do samostanowienia, jak i postulował wprowadzenie ustroju republikańskiego, a nie monarchii pod berłem serbskiej dynastii Karadziordziewiciów. Uważał akt unii za nieważny, ponieważ został podjęty bez woli narodu chorwackiego i sejmu w Zagrzebiu. Podobne postulaty zgłaszał na arenie międzynarodowej podczas konferencji pokojowej w Paryżu.
W 1920 r. HRSS zdobyło 50 mandatów (spośród 419) w wyborach do konstytuanty Królestwa Serbów, Chorwatów i Słoweńców. Partia zmieniła wówczas nazwę na Chorwacką Republikańską Partię Chłopską, aby podkreślić postulat zniesienia monarchii. Sprzeciwiając się podstawowym założeniom ustrojowym bojkotował wraz ze swoją partią prace nad nową konstytucją. Po przyjęciu w 1921 r. konstytucji widowdańskiej współpracował blisko z innymi opozycyjnymi partiami chorwackimi, a także z ugrupowaniami słoweńskimi i muzułmańskimi. Poszukując międzynarodowego poparcia wyruszył do Londynu, następnie Paryża i Moskwy; tam przystąpił do Międzynarodówki Chłopskiej. Wykorzystał to rząd w Belgradzie i Radić po powrocie do kraju w 1924 r. został uwięziony. Mimo to w 1925 r. jego ugrupowanie zdobyło w wyborach do sejmu 67 mandatów.
W okresie uwięzienia Radić zmienił politykę. W 1925 r. jego partia ogłosiła, iż uznaje postanowienia konstytucji widowdańskiej i monarchię z Karadziordziewiciami na tronie; z nazwy ugrupowania usunięto człon „Republikańska” (pozostało: Hrvatska seljačka stranka, HSS). HSS przyłączył się do rządowej koalicji, a Radić został ministrem edukacji Królestwa Serbów, Chorwatów i Słoweńców. Jednak już w 1926 r. zrezygnował z tego stanowiska, a w lutym 1927 HSS opuściła rządową koalicję. Wkrótce znowu stała się jedną czołowych sił opozycji, domagającej się federalizacji państwa.
20 czerwca 1928 r. czarnogórski poseł Puniša Račić podczas obrad sejmu dokonał zamachu na posłów opozycji - ciężko ranny Radić, postrzelony w brzuch (na miejscu zginęło dwóch innych posłów HSS, w tym bliski krewny Radicia Pavle Radić), zmarł wskutek ran kilka tygodni później. Jego pogrzeb w Zagrzebiu stał się okazją do wielkiej chorwackiej manifestacji politycznej. Śmierć Radicia stanowiła kolejny element zapalny pomiędzy Serbami i Chorwatami i wywołała liczne niepokoje w kraju. Kryzys polityczny wykorzystał król Aleksander I Karadziordziewić, rozwiązując parlament, zawieszając konstytucję i wprowadzając w kraju królewską dyktaturę (1929).
Radić nie tylko dzięki głośnej śmierci stał się chorwackim symbolem. Był trybunem, który rozbudził świadomość polityczną chorwackiej wsi, a także liderem ostatniego etapu konsolidacji narodowej Chorwatów, populizm łączył z ideami liberalnej demokracji.